# Calycocarpum
Calycocarpum es un género con una especie de plantas con flores perteneciente a la familia Menispermaceae. Es endémico del este de Norteamérica. 

## Especies seleccionadas
- Calycocarpum lyonii Nutt.  ex A.Gray

- Datos: Q3502199
- Especies: Calycocarpum